# Ла-Ферте-Милон
Ла-Ферте́-Мило́н (фр. La Ferté-Milon) — коммуна во Франции, находится в регионе О-де-Франс. Департамент коммуны — Эна. Входит в состав кантона Виллер-Котре. Округ коммуны — Суасон.
Код INSEE коммуны — 02307.

## Население
Население коммуны на 2010 год составляло 2240 человек.
| 1962 | 1968 | 1975 | 1982 | 1990 | 1999 | 2010 |
| ---- | ---- | ---- | ---- | ---- | ---- | ---- |
| 1680 | 1629 | 1695 | 1948 | 2208 | 2109 | 2240 |

## Экономика
В 2010 году среди 1453 человек трудоспособного возраста (15—64 лет) 1048 были экономически активными, 405 — неактивными (показатель активности — 72,1 %, в 1999 году было 70,6 %). Из 1048 активных жителей работали 915 человек (494 мужчины и 421 женщина), безработных было 133 (72 мужчины и 61 женщина). Среди 405 неактивных 139 человек были учениками или студентами, 126 — пенсионерами, 140 были неактивными по другим причинам.